# Квашта
Квашта (груз. კვაშტა) — село в Кедском муниципалитете Грузии.

## География
Село находится на левом берегу реки Аджарисцкали, на расстоянии в 8 километрах от посёлка городского типа Кеда, административного центра муниципалитета. Абсолютная высота — 407 метров над уровнем моря.

## Население
По данным переписи населения 2014 года, в селе проживает 279 человек (146 мужчин и 133 женщины). По национальной структуре грузины составили 100% населения.
| Год  | Численность |
| ---- | ----------- |
| 2002 | 270         |
| 2014 | ↗279        |